# Christian Fassnacht
Christian Andreas Fassnacht (Zürich, 11 november 1993) is een Zwitsers voetballer die doorgaans speelt als vleugelspeler. In januari 2025 verruilde hij Norwich City voor Young Boys. Fassnacht debuteerde in 2018 in het Zwitsers voetbalelftal.

## Clubcarrière
Fassnacht debuteerde als voetballer in het eerste elftal van FC Tuggen. Hier maakte hij tien doelpunten in zeventien competitiewedstrijden, waarna FC Winterthur hem overnam. Hier kwam hij eerst tot twee doelpunten, maar het seizoen erop tot negen. Zijn debuut op het hoogste niveau maakte de vleugelspeler bij FC Thun, dat hem aankocht in de zomer van 2016. Hier scoorde Fassnacht tien doelpunten en na een jaar verkaste hij alweer. Young Boys kocht hem en gaf hem een contract voor vier seizoenen. Eind 2019 verlengde Fassnacht zijn verbintenis in Bern met twee jaar tot en met het seizoen 2022/23, met een optie op een jaar extra. Deze optie werd in 2022 gelicht.
Fassnacht verkaste in de zomer van 2023 voor een bedrag van circa drie miljoen euro naar Norwich City, waar hij zijn handtekening zette onder een verbintenis voor de duur van twee seizoenen met een optie op een jaar extra. Aan het begin van zijn tweede seizoen in Engeland raakte de vleugelaanvaller geblesseerd aan zijn achillespees, waardoor hij een aantal maanden uit de roulatie zou liggen. In januari 2025 keerde Fassnacht terug bij Young Boys, waar hij voor tweeënhalf jaar tekende.

## Clubstatistieken
| Seizoen | Club          | Competitie       | Competitie | Competitie | Beker | Beker | Internationaal | Internationaal | Totaal | Totaal |
| Seizoen | Club          | Competitie       | Wed.       | Dlp.       | Wed.  | Dlp.  | Wed.           | Dlp.           | Wed.   | Dlp.   |
| ------- | ------------- | ---------------- | ---------- | ---------- | ----- | ----- | -------------- | -------------- | ------ | ------ |
| 2014/15 | FC Tuggen     | Promotion League | 17         | 10         | 1     | 1     | —              | —              | 18     | 11     |
| 2014/15 | FC Winterthur | Challenge League | 13         | 2          | 0     | 0     | —              | —              | 13     | 2      |
| 2015/16 | FC Winterthur | Challenge League | 34         | 9          | 3     | 0     | —              | —              | 37     | 9      |
| 2016/17 | FC Thun       | Super League     | 35         | 10         | 1     | 0     | —              | —              | 36     | 10     |
| 2017/18 | Young Boys    | Super League     | 34         | 11         | 5     | 1     | 9              | 2              | 48     | 14     |
| 2018/19 | Young Boys    | Super League     | 35         | 11         | 3     | 0     | 8              | 0              | 46     | 11     |
| 2019/20 | Young Boys    | Super League     | 30         | 7          | 5     | 3     | 8              | 2              | 43     | 12     |
| 2020/21 | Young Boys    | Super League     | 36         | 10         | 1     | 1     | 12             | 4              | 49     | 15     |
| 2021/22 | Young Boys    | Super League     | 18         | 11         | 1     | 0     | 9              | 1              | 28     | 12     |
| 2022/23 | Young Boys    | Super League     | 29         | 8          | 4     | 2     | 1              | 1              | 34     | 11     |
| 2023/24 | Norwich City  | Championship     | 42         | 6          | 5     | 0     | —              | —              | 47     | 6      |
| 2024/25 | Norwich City  | Championship     | 3          | 0          | 0     | 0     | —              | —              | 3      | 0      |
| 2024/25 | Young Boys    | Super League     | 0          | 0          | 0     | 0     | 0              | 0              | 0      | 0      |
| Totaal  | Totaal        | Totaal           | 326        | 95         | 29    | 8     | 47             | 10             | 402    | 113    |

Bijgewerkt op 3 januari 2025.

## Interlandcarrière
Fassnacht debuteerde op 12 oktober 2018 in het Zwitsers voetbalelftal, in een met 2–1 verloren wedstrijd in de UEFA Nations League in en tegen België. Namens België kwam Romelu Lukaku twee keer tot scoren en de Zwitserse goal kwam van Mario Gavranović. Fassnacht moest van bondscoach Vladimir Petković op de reservebank beginnen en mocht drie minuten voor het einde van de wedstrijd invallen voor Remo Freuler. Zijn eerste interlanddoelpunt volgde op 18 november 2019, tijdens zijn vijfde optreden voor de Zwitserse nationale ploeg. Op die dag werd gespeeld tegen Gibraltar in een kwalificatiewedstrijd voor het EK 2020. Na doelpunten van Cedric Itten en Ruben Vargas tekende Fassnacht voor de 0–3. Reece Styche scoorde tegen namens Gibraltar, waarna Zwitserland uitliep via een goal van Loris Benito, de tweede van Itten en een treffer van Granit Xhaka.
Fassnacht werd in mei 2021 door Petković opgenomen in de Zwitserse selectie voor het uitgestelde EK 2020. Op dit toernooi werd Zwitserland na strafschoppen uitgeschakeld door Spanje in de kwartfinales. Eerder was op die manier juist gewonnen van Frankrijk. In de groepsfase werd gelijkgespeeld tegen Wales (1–1), verloren van Italië (3–0) en gewonnen van Turkije (3–1). Fassnacht speelde alleen tegen Frankrijk en Spanje.
In november 2022 werd Fassnacht door bondscoach Murat Yakin opgenomen in de selectie van Zwitserland voor het WK 2022. Tijdens dit WK werd Zwitserland uitgeschakeld door Portugal nadat in de groepsfase gewonnen was van Kameroen en Servië en verloren van Brazilië. Fassnacht kwam alleen tegen Servië in actie. Zijn toenmalige clubgenoten Jean-Pierre Nsame (Kameroen) en Fabian Rieder (eveneens Zwitserland) waren ook actief op het toernooi.
| Interlands van Christian Fassnacht voor Zwitserland | Interlands van Christian Fassnacht voor Zwitserland | Interlands van Christian Fassnacht voor Zwitserland | Interlands van Christian Fassnacht voor Zwitserland | Interlands van Christian Fassnacht voor Zwitserland | Interlands van Christian Fassnacht voor Zwitserland |
| №                                                   | Datum                                               | Wedstrijd                                           | Uitslag                                             | Competitie                                          | Goals                                               |
| Als speler bij Young Boys                           | Als speler bij Young Boys                           | Als speler bij Young Boys                           | Als speler bij Young Boys                           | Als speler bij Young Boys                           | Als speler bij Young Boys                           |
| --------------------------------------------------- | --------------------------------------------------- | --------------------------------------------------- | --------------------------------------------------- | --------------------------------------------------- | --------------------------------------------------- |
| 1                                                   | 12 oktober 2018                                     | België – Zwitserland                                | 2 – 1                                               | Nations League 2018/19                              |                                                     |
| 2                                                   | 15 oktober 2018                                     | IJsland – Zwitserland                               | 1 – 2                                               | Nations League 2018/19                              |                                                     |
| 3                                                   | 14 november 2018                                    | Zwitserland – Qatar                                 | 0 – 1                                               | Vriendschappelijk                                   |                                                     |
| 4                                                   | 15 november 2019                                    | Zwitserland – Georgië                               | 1 – 0                                               | EK 2020 kwalificatie                                |                                                     |
| 5                                                   | 18 november 2019                                    | Gibraltar – Zwitserland                             | 1 – 6                                               | EK 2020 kwalificatie                                | 57'                                                 |
| 6                                                   | 31 maart 2021                                       | Zwitserland – Finland                               | 3 – 2                                               | Vriendschappelijk                                   |                                                     |
| 7                                                   | 30 mei 2021                                         | Zwitserland – Verenigde Staten                      | 2 – 1                                               | Vriendschappelijk                                   |                                                     |
| 8                                                   | 3 juni 2021                                         | Zwitserland – Liechtenstein                         | 7 – 0                                               | Vriendschappelijk                                   | 46', 70'                                            |
| 9                                                   | 28 juni 2021                                        | Frankrijk – Zwitserland                             | 3 – 3 (4 – 5 n.s.)                                  | EK 2020                                             |                                                     |
| 10                                                  | 2 juli 2021                                         | Zwitserland – Spanje                                | 1 – 1 (1 – 3 n.s.)                                  | EK 2020                                             |                                                     |
| 11                                                  | 1 september 2021                                    | Zwitserland – Griekenland                           | 2 – 1                                               | Vriendschappelijk                                   |                                                     |
| 12                                                  | 5 september 2021                                    | Zwitserland – Italië                                | 0 – 0                                               | WK 2022 kwalificatie                                |                                                     |
| 13                                                  | 8 september 2021                                    | Noord-Ierland – Zwitserland                         | 0 – 0                                               | WK 2022 kwalificatie                                |                                                     |
| 14                                                  | 9 oktober 2021                                      | Zwitserland – Noord-Ierland                         | 2 – 0                                               | WK 2022 kwalificatie                                | 90+1'                                               |
| 15                                                  | 12 oktober 2021                                     | Litouwen – Zwitserland                              | 0 – 4                                               | WK 2022 kwalificatie                                |                                                     |
| 16                                                  | 17 november 2022                                    | Ghana – Zwitserland                                 | 2 – 0                                               | Vriendschappelijk                                   |                                                     |
| 17                                                  | 2 december 2022                                     | Servië – Zwitserland                                | 2 – 3                                               | WK 2022                                             |                                                     |
| 18                                                  | 25 maart 2023                                       | Wit-Rusland – Zwitserland                           | 0 – 5                                               | EK 2024 kwalificatie                                |                                                     |
| 19                                                  | 28 maart 2023                                       | Zwitserland – Israël                                | 3 – 0                                               | EK 2024 kwalificatie                                |                                                     |

Bijgewerkt op 3 januari 2025.

## Erelijst
| Super League    | 5 | 2017/18, 2018/19, 2019/20, 2020/21, 2022/23 |
| Schweizer Pokal | 1 | 2019/20                                     |